# Amara (chanteuse)
Pour les articles homonymes, voir Amara.
Amara (de son nom de naissance Tuwuh Adijatitesih Amaranggana) ou connue aussi sous le diminutif de Mara est une chanteuse, actrice, mannequin et adepte de muay thaï indonésienne, née le 8 juillet 1975 à Jakarta en Indonésie.

## Carrière

### En tant que chanteuse
Elle commence sa carrière dans le mannequinat en obtenant dès 1989, sa première couverture de magazine dans l'édition du mensuel de mode indonésien, Covergirl. Elle avait remporté au cours de la même année un prix de beauté après avoir terminé troisième à un défilé de mode.
Mais au cours de sa jeunesse, Amara est passionnée par le monde de la nuit et passe beaucoup de son temps libre à faire la fête et à effectuer des sorties en boîte de nuit, elle finit par former avec ces deux amis d'enfance Arie Widiawan et Frans Mohede (qui deviendra par la suite son mari) un trio qui donnera naissance au groupe de country, Lingua. Leur premier album « Bila Kuingat » qui rend hommage à l'Amérique des fifties, sort en 1996. Le groupe acquiert un certain succès auprès du public, grâce en partie du fait que nombreux de leurs clips vidéos mêlent des éléments mêlant la vie réelle avec le monde virtuel. Beaucoup de leurs clips sont considérés comme « cultes » dans le public indonésien (ainsi qu'en Malaisie et au Brunei) en raison de leurs caractères psychédéliques, leurs chansons comportent de nombreux thèmes communs, tels que l'amitié, la solidarité mais aussi sur le pluralisme religieux et ethnique de l'Indonésie,.
C'est au cours de cette période qu'elle adopte le patronyme d'Amara Lingua. Mais le succès ne dure pas et après les évènements de la crise économique asiatique de 1998, le groupe, sévèrement touché par les difficultés économiques, sombre dans le déclin après la sortie de leur album « Aku Bintang (Repackage) » en 1999,. Bien que le trio n'ait pas ressorti d'album depuis de nombreuses années, Amara a toujours démenti une séparation officielle arguant que le véritable problème vient du fait que la scène musicale indonésienne s'est profondément désintéressée, ces dernières années, de bon nombre de genres musicaux,.
C'est seulement après avoir annoncé via les réseaux sociaux en octobre 2015, que le groupe sort officiellement le 20 décembre 2015 après une longue attente l'album « Good Time » qui a été produit en collaboration avec Coboy un autre groupe phare indonésien de la fin du XXe siècle. Le clip officiel de la chanson a été créé par le réalisateur de clip vidéo Rizal Mantovani, qui est ami proche de Mara.

### En tant qu'actrice
À la suite du déclin de Lingua, Amara décide, après avoir épousé Frans Mohede en 1999, d'entamer une carrière en tant qu'actrice afin de combler le vide laissé par sa désertion du monde musicale. Elle fait sa première apparition dans la série Rembulan Kece, mais elle décroche son premier rôle principal avec l'acteur émérite Donny Damara dans Menjemput Impian en 2001, la popularité de cette mini-série fut amplifiée par le succès de la chanson d'introduction du générique composée par le groupe Kla Project.
Mais c'est en 2002 qu'elle arrive au sommet de sa popularité en obtenant le rôle de Rima, dans la série dramatique Mahligai Diatas Pasir, où son interprétation touchante de cette jeune fille heureuse et fraîchement débarquée à Jakarta dans l'espoir d'une vie meilleure qui voit son avenir s'obscurcir après qu'elle tombe enceinte à la suite d'un viol, lui a apporté, ainsi qu'à l'acteur Adjie Massaid des critiques positives,.

## Vie privée
En raison de différences confessionnelles, Amara a mis du temps avant de confirmer sa proximité avec son ami d'enfance, le chanteur Frans Mohede (né Francois Henry Willem Mohede), qui est depuis devenu le président de la MPI (Muay-thaï Professional Indonesia),. Bien que la romance semble avoir débuté avant même la création du groupe, comme le montre l'intime complicité entre les deux artistes qui apparaît tant bien dans la majeure partie de leurs clips que dans les paroles de leurs chansons qui revient souvent sur les thèmes de l'amour impossible,.
Mais en raison du fait que la loi sur le mariage du 2 janvier 1974 rend officiellement illégitimes les unions de différentes croyances et pour cause étant musulmane et Frans protestant, le couple a fait sensation en se mariant le 1er décembre 1999 à Hong Kong, afin de faire légalement enregistrer leur mariage auprès de l'état-civil indonésien à l'étranger. Mais aussi parce que sa famille à refuser d'y assister car elle était opposée au mariage interreligieux.
En effet, lorsque la popularité du groupe avait atteint son apogée, les relations que la chanteuse avait avec son entourage se sont dégradées après qu'elle a décidé de quitter la résidence familiale en 1997, car il n'approuvait pas ses activités artistiques et sa relation avec Frans qu'elle fréquentait depuis 1991,. Malgré tout, le couple reste à ce jour très populaire en raison de l'attitude de tolérance inter-religieuse dont ils font preuve au sein de leur foyer pour rester malgré tout uni, célébrant ensemble sans complexe leurs fêtes religieuses respectives.
Dans une interview accordée au site Kapanlagi, elle explique : "La chose importante est de comprendre, de faire preuve de compréhension et de respect mutuel. La question entre Dieu et l'homme est une affaire personnelle qui ne peut pas être modifiée. Donc, je ne me soucie pas de ce que les gens disent". Elle rajoute qu'à ses yeux, la liberté de culte est le droit de chaque être humain et qu'elle ne comprend pas pourquoi certaines personnes se permettent d'imposer leurs croyances à d'autres.
Elle est la mère de trois fils : Mahija Nathaniel Sambarana Aryantawira, né en 2004, Janitra Nathaniel Sambawikrama, né en 2006 et Rajaswa Nathaniel né en 2008.
La naissance de leur premier enfant en 2004 avait permis une certaine réconciliation entre la star et sa famille, qui accepte de la recevoir mais sans la présence de Frans. Interrogée par le biais des médias en 2005, sa mère, Itje Komara avait déclaré : "Je n'approuverai pas son mariage jusqu'à ce que je meurs."

## Discographie

### Album
1. Bila Kuingat (1996)
2. Jangan Kau Henti (1997)
3. Bintang (1998)
4. Takan Habis Cintaku (1998)
5. Aku (Repackage) (1999)
6. Good Time
(en duo avec Coboy) (2015)

### Singles
1. Indonesia Raya (2005)
2. Syukur (2005)

## Filmographie

### Cinéma
| Année | Film               | Rôle             |
| ----- | ------------------ | ---------------- |
| 2006  | Misi: 1511         |                  |
| 2015  | Tiger Boy          | La mère de Citra |
| 2016  | ILY from 38.000 Ft |                  |

### Séries télévisées
| Année(s)  | Série                          | Rôle                    | Notes                                                                                          |
| --------- | ------------------------------ | ----------------------- | ---------------------------------------------------------------------------------------------- |
| 1999      | Rembulan Kece                  |                         |                                                                                                |
| 2000      | Cinta Tak Pernah Salah         | Rendy Bragy             | Participation spéciale 26 épisodes                                                             |
| 2001      | Menjemput Impian               | Amara                   | Personnage principal 20 épisodes                                                               |
| 2001      | Ketika Cinta Berbunga          |                         |                                                                                                |
| 2002      | Biarkan Hati Bicara            |                         |                                                                                                |
| 2002      | Mahligai Diatas Pasir          | Rima                    | Personnage principal                                                                           |
| 2002      | Kembali Ke Fitri               |                         |                                                                                                |
| 2003      | 8 Tahun Kemudian               |                         |                                                                                                |
| 2003      | Bukan Impian Semusim           |                         |                                                                                                |
| 2003      | Misteri Bali                   |                         | Série tournée intégralement à Bali                                                             |
| 2004      | Cintakuh di Rumah Susun        | Angie                   | Personnage principal 52 épisodes Adaptation télévisée qui raconte la suite du film du même nom |
| 2005      | Rembulan & Matahari            |                         |                                                                                                |
| 2005      | Bawa Aku Terbang               |                         | Personnage régulier                                                                            |
| 2005-2008 | Hidayah                        |                         | 100 épisodes                                                                                   |
| 2007-2008 | Bukan Cinta Semusim            |                         |                                                                                                |
| 2007-2008 | Suci                           |                         | Participation spéciale 274 épisodes                                                            |
| 2007      | Martabat                       |                         |                                                                                                |
| 2008      | Wajah                          |                         |                                                                                                |
| 2009      | Embun                          |                         | 9 épisodes                                                                                     |
| 2009-2010 | Hafizah                        | Wahida                  | Personnage secondaire 45 épisodes                                                              |
| 2010      | Cinta Melody                   | Nissa                   | Personnage secondaire 9 épisodes                                                               |
| 2011      | Cintaku Melati                 | Mala, la mère de Melati | Personnage principal 30 épisodes                                                               |
| 2011-2012 | Tutur Tinular                  | Padmini Nari            | Personnage secondaire 329 épisodes Remake de la série du même nom                              |
| 2011-2013 | Istri Istri Suamiku            |                         | 100 épisodes                                                                                   |
| 2012      | Putih Abu-Abu                  | La principale Indira    | Personnage principal 269 épisodes                                                              |
| 2012-2013 | Love in Paris                  | Farah                   | Personnage secondaire 116 épisodes Série tournée à la fois en France et en Indonésie           |
| 2013      | Yang Muda Juga Mencinta        |                         | 94 épisodes                                                                                    |
| 2014      | Detak Cinta                    |                         | 12 épisodes                                                                                    |
| 2015-     | Operation Wedding : The Series | Shinta                  | Adaptation télévisée qui raconte la suite du film du même nom                                  |
| 2015-     | Sajadah Cinta Maryam           |                         |                                                                                                |
| 2015-     | Cinta di Langit Taj Mahal      | Elina, la mère de Revan | En production                                                                                  |